# Bakara Conservation Park
Bakara Conservation Park är en park i Australien. Den ligger i delstaten South Australia, omkring 130 kilometer öster om delstatshuvudstaden Adelaide.
Trakten runt Bakara Conservation Park är nära nog obefolkad, med mindre än två invånare per kvadratkilometer..
Omgivningarna runt Bakara Conservation Park är i huvudsak ett öppet busklandskap. Genomsnittlig årsnederbörd är 363 millimeter. Den regnigaste månaden är februari, med i genomsnitt 59 mm nederbörd, och den torraste är december, med 8 mm nederbörd.